# Платонов, Владимир Николаевич (полный кавалер ордена Славы)
Владимир Николаевич Платонов (1922—28.06.1971) — командир орудия 123-го отдельного истребительного противотанкового дивизиона (175-я Уральско-Ковельская Краснознаменная стрелковая дивизия, 125-й стрелковый корпус, 47-я армия, 1-й Белорусский фронт), сержант, участник Великой Отечественной войны, кавалер ордена Славы трёх степеней.

## Биография
Родился в 1922 году в Москве в семье рабочего. Русский. Образование среднее.
С сентября 1940 года в Красной Армии. С 3 марта 1943 года – в действующей армии. Воевал на Центральном (с 20 октября 1943 года – Белорусский, с 24 февраля 1944 года – 1-й Белорусский) фронте. Принимал участие в Курской битве, Орловской наступательной операции, освобождении Левобережной Украины, битве за Днепр, Гомельско-Речицкой, Люблин-Брестской, Варшавско-Познанской, Восточно-Померанской и Берлинской наступательных операциях.
В ходе Орловской наступательной операции при овладении деревней Красная Стрелица (ныне посёлок Дмитровского района Орловской области) 3 августа 1943 года наводчик орудия младший сержант В. Н. Платонов в составе орудийного расчёта вывел орудие на прямую наводку и уничтожил более 10 немецких солдат. В ходе дальнейшего наступления 9 августа 1943 года на южной окраине посёлка Васильевка того же района огнём прямой наводкой уничтожил станковый и ручной пулемёты и до 15 солдат врага, способствуя успешному продвижению стрелковых подразделений. Командиром дивизиона представлен к награждению орденом Красной Звезды. Приказом командира дивизии награждён медалью «За отвагу».
В боях 12-14 декабря 1943 года в районе деревень Бор и Мормаль (ныне Жлобинский район Гомельской области, Белоруссия) командир орудия В. Н. Платонов со своим расчётом при поддержке обороняющихся стрелковых подразделений уничтожил 2 огневые точки и до 15 солдат противника. 16 декабря, починив трофейный миномёт, огнём из него уничтожил 10 немецких солдат и полевую кухню. 17 декабря в том же районе огнём орудия подавил ротный миномёт и уничтожил его расчёт. 23 декабря 1943 года противник потеснил наши части, занял деревню Расова (ныне Светлогорский район Гомельской области, Белоруссия) и продолжил продвижение к мосту в районе деревни Сердов (ныне не существует, территория Чирковичского сельсовета того же района). В. Н. Платонов развернул своё орудие на пути противника и точным огнём уничтожил 2 огневые точки и до 30 немецких солдат. В дальнейшем огнём из личного орудия уничтожил более 10 солдат врага. Смелые и решительные действия артиллеристов не позволили противнику занять мост.
Приказом командира 175-й стрелковой дивизии от 21 апреля 1944 года сержант Платонов Владимир Николаевич награждён орденом Славы 3-й степени.
В оборонительных боях восточнее города Ковель Волынской области (Украина) в июне 1944 года его расчёт разрушил 5 деревоземляных огневых точек, уничтожил 2 пулемёта, повозку с военным имуществом и до 20 солдат врага. С началом Люблин-Брестской наступательной операции артиллеристы поддерживали огнём продвижение стрелковых подразделений. В период с 18 по 26 июля 1944 года они уничтожили миномётный взвод, 3 пулемётных точки и до 2 взводов живой силы противника.
Приказом командующего 47-й армией от 31 августа 1944 года старший сержант Платонов Владимир Николаевич награждён орденом Славы 2-й степени.
11 октября 1944 года продвижение наших стрелковых подразделений остановил огонь 4 штурмовых орудий «Фердинанд». Расчёт В. Н. Платонова быстро развернул орудие и открыл огонь по головному штурмовому орудию. Тремя выстрелами им удалось подбить самоходку противника. Остальные, подцепив повреждённое орудие на буксир, начали отходить. В этом бою В. Н. Платонов был тяжело ранен.
Указом Президиума Верховного Совета СССР от 22 февраля 1945 года за образцовое выполнение боевых заданий командования на фронте борьбы с немецкими захватчиками и проявленные при этом доблесть и мужество старший сержант Платонов Владимир Николаевич награждён орденом Славы 1-й степени.
В 1946 году демобилизован. Вернулся на родину. Работал на фабрике «Буревестник».
Умер 28 июня 1971 года.

## Награды
- Полный кавалер ордена Славы:
  - орден Славы I степени (22.02.1945)[3] ;
  - орден Славы II степени (31.08.1944)[4];
  - орден Славы III степени (21.04.1944)[5];
- медали, в том числе:
  - «За отвагу» (11.10.1943)[6]

- - «В ознаменование 100-летия со дня рождения Владимира Ильича Ленина» (6 апреля 1970)
  - «За победу над Германией в Великой Отечественной войне 1941—1945 гг.» (9 мая 1945[7])

- - «20 лет Победы в Великой Отечественной войне 1941—1945 гг.» (7 мая 1965[8])

- - «50 лет Вооружённых Сил СССР» (26 декабря 1967[9])
- Знак «25 лет победы в Великой Отечественной войне» (1970)

## Память
- Его имя увековечено в Главном Храме Вооружённых сил России, и навсегда запечатлено на мемориале «Дорога памяти»